# Plinofikacija
Plinofikacija izgradnja je infrastrukture (plinske stanice, plinovodi, plinske mreže) za potrebe iskorištavanja prirodnoga (zemnoga) plina u širokoj potrošnji. Prirodni plin pronađen je sred. 1970-ih u podmorju sjev. Jadrana, 40-ak kilometara jugozapadno od Pule (istraživanja hrvatske INA-e i tal. Agipa, platforma Ivana A). Izgrađena je kompresorska platforma (Ivana K) te je započela i eksploatacija plina, koji se plinovodom usmjerava na tal. obalu. Odmah po nalazu plina počeo se razrađivati projekt plinofikacije Istre, tj. dovođenja plina u istar. gradove radi energetske opskrbe industrije i stanovništva.
Na kraju 1970-ih osnovano je poduzeće Jadranplin, koje je izradilo projektnu dokumentaciju, ali projekt nije ostvaren. Sred. 1990-ih poglavarstvo Istarske županije osnovalo je Odbor za plinofikaciju, te je ponovno pokrenut projekt i izrađen plan prema kojemu su u prvu fazu plinofikacije, tj. izradu plinovodne mreže, uključeni gradovi Pula, Rovinj, Poreč, Novigrad, Umag, Buje, Pazin, Labin, Buzet i općina Vrsar, a u drugu fazu još okolna naselja i općine. U alternativi, osmišljenoj poslije potpisivanja sporazuma o zajedničkom ulaganju INAgip (INA i Agip), predviđen je dovod plina u Pulu, Rovinj, Poreč, Novigrad, Umag i Vrsar. INA je s tal. partnerom Enijem potpisala predugovor o izgradnji plinovoda Casal Borsetti–Karlovac, kojim bi se tal. visokotlačni sustav spojio s hrvatskim (projekt nazvan GEA), pa je i Labin došao u obzir za opskrbu prirodnim plinom. No, INA i Eni odustali su od projekta GEA, ali je INAgip pokrenuo projekt nazvan Mala GEA, prema kojem bi se platforma Ivana K povezala s Karlovcem. Kapacitet plinovoda bio bi 1,5mlrd.m3 godišnje. Projekt trase plinovoda je izrađen, osim u dijelu dugom nekoliko kilometara na samom izlazu iz mora i početku kopnene trase. Radi dodjeljivanja koncesije za komunalnu djelatnost opskrbe plinom te projektiranje, nabavu opreme i izradnju sustava, Odbor je 1997. raspisao međunar. javni poziv za pretkvalifikaciju i 1998. poziv za dostavu konačne ponude, te je u ožujku 2000. odabrao tvrtku Montmontaža iz Zagreba (sa sudjelovanjem Italcogima iz Milana i Butan Gasa iz Rima). Danas se samo Pula koristi plinskom mrežom i gradskim plinom u sustavu koji je izgrađen na poč. XX.st., iako se nekoliko puta širio i osuvremenjivao (plinare). Zbog starosti i dotrajalosti plinskih cijevi u Puli je 19.I.1991. došlo do niza lančanih eksplozija u uličnim instalacijama, pri čemu je nekoliko ljudi ozlijeđeno, a materijalna šteta bila je velika. Potom je komunalno poduzeće INA Plinara Pula d.d. (u vlasništvu INA-e i Grada Pule) započelo obnovu dijelova plinske mreže u gradu.